# Paracoccus melanesicus
Paracoccus melanesicus är en insektsart som beskrevs av Williams och Watson 1988. Paracoccus melanesicus ingår i släktet Paracoccus och familjen ullsköldlöss. Inga underarter finns listade i Catalogue of Life.